# Великий пенитенциарий
Вели́кий пенитенциа́рий, также Верховный пенитенциарий (лат. Poenitentiarius major) — глава Апостольской пенитенциарии, одного из трёх церковных трибуналов Римско-католической церкви. 
Первые упоминания об этой должности относятся к XII веку. В понтификат Гонория III утвердилось название «пенитенциарий», впоследствии расширенное до «великий пенитенциарий». Апостольская конституция Pastor Bonus (1988 год) утвердила ныне действующий список полномочий великого пенитенциария.
Великий пенитенциарий является одним из нескольких высших должностных лиц при Святом Престоле, которые сохраняют свой пост в период Sede Vacante, между смертью одного папы римского и избранием следующего.
Другими такими должностными лицами являются декан Коллегии кардиналов, кардинал-камерленго и генеральный викарий Рима.
Великий пенитенциарий — титулярный архиепископ и — часто, но не всегда — кардинал.
На сегодняшний день Великим пенитенциарием является итальянский кардинал Анджело Де Донатис, который сменил кардинала Мауро Пьяченца.
Одной из функций Великого пенитенциария является исповедовать и соборовать умирающего папу римского.

## Великие пенитенциарии с 1216 года
- кардинал Никола де Романис (1216—1218);
- кардинал Томмазо да Капуя (1219—1239 или 1243);
- кардинал Гуго де Сен-Шер (ок. 1245—1262);
- кардинал Ги Фулькуа Ле Гро (27 мая 1262 — 5 февраля 1265);
  - (1265—1273 — вакансия);
- кардинал Пьер де Тарантез (3 июня 1273 — 21 января 1276);
  - (1276—1279 — вакансия);
- кардинал Бентивенья де Бентивеньи (1279—1289);
- кардинал Маттео ди Акваспарта (1289—1302);
- кардинал Джентиле де Монтефьоре (1302—1305);
- кардинал Беренже де Фредоль старший (1306—1323);
  - (1323—1327 — вакансия);
- кардинал Гюсельм де Жан (ок. 1327—1348);
- кардинал Этьен Обер (1348—1352);
- кардинал Хиль Альварес Каррильо де Альборнос (1352—1367);
- кардинал Гийом Брагоз (заместитель 1361—1367, великий пенитенциарий 1367—1369);
- кардинал Этьен де Пуасси (1369-1373);
- кардинал Жан де Кро (1373—1378);
- кардинал Элеадзарио де Сабран (1378—1379);
- кардинал Лука Родольфуччи де Джентили (1382—1388);
- кардинал Никколо Караччоло Москино (1389);
- кардинал Франческо Карбоне Томачелли (1389—1405);
- кардинал Антонио Каэтани (1405—1412);
- кардинал Пьер Жирар (1409—1415);
- кардинал Джованни Доминичи (1408/1415—1419);
- кардинал Джордано Орсини младший (1419—1438);
- кардинал Антонио Коррер (май — июнь 1438);
- кардинал Николо Альбергати (1438—1443);
- кардинал Джулиано Чезарини (1444);
- кардинал Джованни Берарди (1444—1449);
- кардинал Доменико Капраника (1449—1458);
- кардинал Филиппо Каландрини (1459—1476);
- кардинал Джулиано делла Ровере (1476—1503);
- кардинал Педро Луис де Борха-Льянсоль де Романи (1503—1511);
- кардинал Леонардо Гроссо делла Ровере (1511—1520);
- кардинал Лоренцо Пуччи (1520—1529);
- кардинал Антонио Пуччи (1529—1544);
- кардинал Роберто Пуччи (1545—1547);
- кардинал Рануччо Фарнезе, O. S. Io. Hieros. (1547—1565);
- кардинал Карло Борромео (1565—1572);
- кардинал Джованни Альдобрандини (1572—1573);
- кардинал Станислав Гозий (1574—1579);
- кардинал Филиппо Бонкомпаньи (1579—1586);
- кардинал Ипполито Альдобрандини (12 июня 1586 — 30 января 1592);
- кардинал Джулио Антонио Санторио (1592—1602);
- кардинал Пьетро Альдобрандини (1602—1605);
- кардинал Чинцио Пассери Альдобрандини (1605—1610);
- кардинал Шипионе Боргезе (5 января 1610 — 2 октября 1633);
- кардинал Антонио Барберини старший, капуцин (3 октября 1633 — 11 сентября 1646);
- кардинал Орацио Джустиниани, ораторианец (4 декабря 1647 — 25 июля 1649);
- кардинал Никколо Альбергати Людовизи (21 февраля 1650 — 9 августа 1687);
- кардинал Леандро Коллоредо, ораторианец (28 февраля 1688 — 11 января 1709);
- кардинал Фабрицио Паолуччи, про-великий пенитенциарий (25 января 1709 — 28 июня 1710), великий пенитенциарий (28 июня 1710 — 11 мая 1721);
- кардинал Бернардо Мария Конти, O.S.B.Cas. (3 августа 1721 — 23 апреля 1730);
- кардинал Винченцо Петра, про-великий пенитенциарий (26 марта — 12 июля 1730), великий пенитенциарий (12 июля 1730 — 21 марта 1747);
- кардинал Джоаккино Безоцци, цистерцианец (25 марта 1747 — 18 июня 1755);
- кардинал Антонио Андреа Галли, C.R.SS.S. (21 июня 1755 — 24 марта 1767);
- кардинал Джованни Карло Боски (1 сентября 1767 — 6 сентября 1788);
- кардинал Франческо Саверио де Дзелада (8 сентября 1788 — 19 декабря 1801);
- кардинал Леонардо Антонелли (22 декабря 1801 — 23 января 1811);
- кардинал Микеле ди Пьетро, про-великий пенитенциарий (23 января 1811 — 20 мая 1814); великий пенитенциарий (20 мая 1814 — 2 июля 1821);
- кардинал Франческо Саверио Кастильони (4 августа 1821 — 31 марта 1829);
- кардинал Эммануэле де Грегорио (31 мая 1829 — 7 ноября 1839);
- кардинал Каструччо Кастракане дельи Антельминелли (12 ноября 1839 — 22 февраля 1852);
- кардинал Габриэле Ферретти (18 марта 1852 — 13 сентября 1860);
- кардинал Антонио Мария Каджано де Ацеведо (28 сентября 1860 — 13 января 1867);
- кардинал Антонио Мария Панебьянко (17 января 1867 — 15 октября 1877);
- кардинал Луиджи Мария Бильо (18 октября 1877 — 30 января 1884);
- кардинал Раффаэле Монако Ла Валлетта (12 февраля 1884 — 14 июля 1896);
- кардинал Исидоро Верга (1 октября 1896 — 10 августа 1899);
- кардинал Серафино Ваннутелли (20 ноября 1899 — 19 августа 1915);
- кардинал Виллем Маринус ван Россум, редемпторист (1 октября 1915 — 12 марта 1918);
- кардинал Оресте Джорджи (12 марта 1918 — 30 декабря 1924);
- кардинал Андреас Фрювирт, доминиканец (8 января 1925 — 31 июля 1927);
- кардинал Лоренцо Лаури (31 июля 1927 — 8 октября 1941);
- кардинал Никола Канали (15 октября 1941 — 3 августа 1961);
- кардинал Аркадио Мария Ларраона Саралеги, кларетинец (13 августа 1961 — 12 февраля 1962);
- кардинал Фернандо Ченто (12 февраля 1962 — 6 апреля 1967);
- кардинал Джузеппе Антонио Ферретто (7 апреля 1967 — 17 марта 1973);
- кардинал Джузеппе Паупини (21 марта 1973 — 8 апреля 1984);
- кардинал Луиджи Дадальо, про-великий пенитенциарий (8 апреля 1984 — 27 мая 1985); великий пенитенциарий (27 мая 1985 — 6 апреля 1990);
- кардинал Уильям Уэйкфилд Баум (6 апреля 1990 — 22 ноября 2001);
- архиепископ Луиджи Де Маджистрис, про-великий пенитенциарий (22 ноября 2001 — 4 октября 2003 — кардинал с 14 февраля 2015);
- кардинал Джеймс Фрэнсис Стэффорд (4 октября 2003 — 2 июня 2009);
- кардинал Фортунато Бальделли (2 июня 2009 — 5 января 2012);
- кардинал Мануэл Монтейру де Каштру (5 января 2012 — 21 сентября 2013);
- кардинал Мауро Пьяченца (21 сентября 2013 — 6 апреля 2024);
- кардинал Анджело Де Донатис (6 апреля 2024 — по настоящее время).